# 长谷川信彦
长谷川信彦（日语：／ Hasegawa Nobuhiko，1947年3月5日—2005年11月7日），日本前男子乒乓球运动员。他曾获得5枚世界乒乓球锦标赛金牌、13枚亚洲乒乓球锦标赛金牌以及五枚亚运会奖牌。